# 에칼라툼
에칼라툼(Ekallatum)은 메소포타미아 상부의 고대 도시였다. 그 정확한 위치는 아직 확인되지 않았으나 아슈르의 남쪽 티그리스강의 왼쪽 제방에 있었다.
에칼라툼은 왕궁이라는 의미로 바빌론과 관련된 아모리트 왕조의 원로원이었으며, 기원전 19세기~18세기에 중요하였다. 이 시기의 메소포타미아 상부의 역사는 시리아 마리의 도서관에 보존되어있다.
그 최초의 알려진 왕은 일라-캅카바로 그는 마리의 야기트림과 다투었다. 그의 아들 샴시아닷 1세는 기원전 1810년 즉위하고 하부르강을 따라서 있는 계곡으로 팽창하려고 시도하였다. 그이 팽창은 야기트림의 아들 약둔림에 의해 제지되었다. 그리고 그는 곧 에쉬눈나의 나람-신에 의해 격파되었다. 그리하여 그는 바빌론으로 달아났다. 그는 나람신의 사후에 일련의 군사적인 공격 성공을 거두었다. 그는 메소포타미아 상부를 모두 장악하였다.